# Alfabet grecoibèric

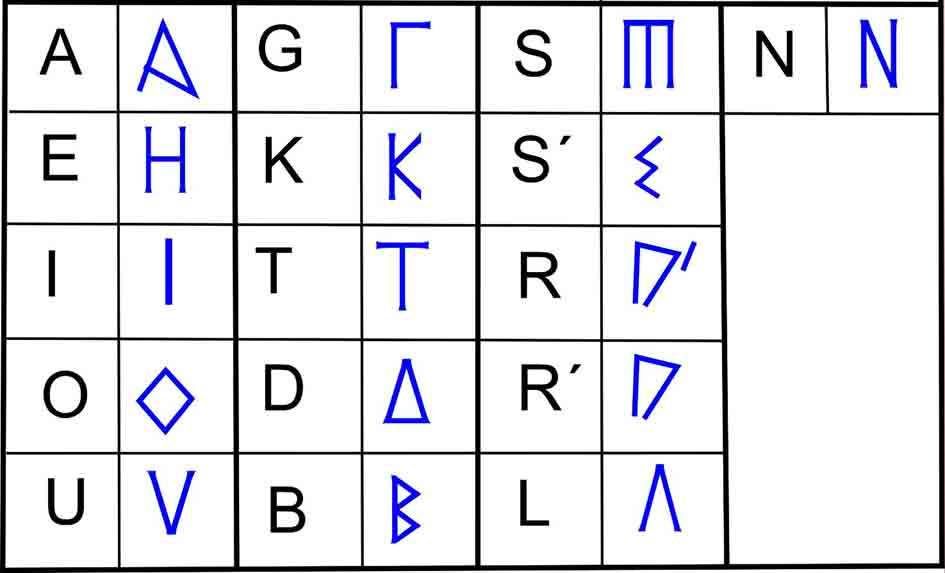
Un alfabet grecoibèric

L'alfabet grecoibèric és una adaptació gairebé directa d'un alfabet grec jònic a les particularitats de la llengua ibèrica i, per tant, no té la característica distintiva de la resta d'escriptures paleohispàniques que presenten alhora signes amb valor sil·làbic, per a les oclusives, i signes amb valor alfabètic, per a la resta de consonants i vocals.
Aquest alfabet s'escriu d'esquerra a dreta i la seva àrea de difusió es concentra a les províncies d'Alacant i Múrcia. El nombre d'inscripcions que l'utilitzen és molt reduït, dues desenes de grafits ceràmics i una desena de ploms, entre els quals destaquen el plom de la Serreta d'Alcoi (Alacant) i el del Cigarralejo (Mula, Múrcia). El plom de La Serreta va aparèixer el 1921 i va ser decisiu en el desxiframent del signari ibèric nord-oriental de Manuel Gómez-Moreno, publicat el 1922. Els contextos arqueològics de les inscripcions en què s'usa són del s. IV aC, però les característiques paleogràfiques en relació al model semblen indicar que l'adaptació es podria haver realitzat a mitjans del s. V aC.
L'alfabet grecoibèric és compost per 16 signes idèntics als del model, excepte pel que fa a la segona vibrant: cinc vocals, només una nasal, una lateral, dues sibilants, dues vibrants, tres oclusives sonores (labial, dental i velar), però només dues de sordes (dental i velar). Per representar la segona vibrant s'afegeix un titlla en rho, es tria eta en lloc d'èpsilon per representar e, i es tria sampi com a segona sibilant.